# Kagungan Dalam
Kagungan Dalam is een bestuurslaag in het regentschap Mesuji van de provincie Lampung, Indonesië. Kagungan Dalam telt 740 inwoners (volkstelling 2010).